# Tapilkajmy
Tapilkajmy (niem. Tappelkeim) – wieś w Polsce położona w województwie warmińsko-mazurskim, w powiecie bartoszyckim, w gminie Bartoszyce. W latach 1946–1954 wieś należała do Gminy Wojciechy.
Wieś służebna lokowana w 1347 r. na 12 włókach, pod nazwą Tapilkaym.
W latach 1975–1998 miejscowość administracyjnie należała do województwa olsztyńskiego.
W 1978 r. było tu 15 indywidualnych gospodarstw rolnych, gospodarujących na 247 ha. We wsi znajdowała się świetlica, punkt biblioteczny, sala kinowa na 50 miejsc. W 1983 r. we wsi było 14 budynków, skupionych w zwartej zabudowie, z 68 mieszkańcami.